# Oldenlandia spathulata
Oldenlandia spathulata là một loài thực vật có hoa trong họ Thiến thảo. Loài này được Halford mô tả khoa học đầu tiên năm 1992.